# توني مورتيمر
توني مورتيمر (بالإنجليزية: Tony Mortimer)‏ هو مغني وكاتب أغاني ومنتج أسطوانات وملحن بريطاني، ولد في 21 أكتوبر 1970 في ستيبني في المملكة المتحدة.

## وصلات خارجية
- توني مورتيمر على موقع ميوزك برينز (الإنجليزية)
- توني مورتيمر على موقع أول ميوزيك (الإنجليزية)
- توني مورتيمر على موقع أول ميوزيك (الإنجليزية)
- توني مورتيمر على موقع ديسكوغز (الإنجليزية)